# Magyarország a 2019-es úszó-világbajnokságon
Magyarország a dél-koreai Kvangdzsuban megrendezett 2019-es úszó-világbajnokság egyik részt vevő nemzete volt. Az ország a világbajnokságon 67 sportolóval képviseltette magát.
Rasovszky Kristóf Magyarország történetének első világbajnoki aranyérmét nyerte nyílt vízi úszásban.

## Versenyzők száma
| Sportág, szakág  | Magyar résztvevő | Magyar résztvevő | Magyar résztvevő |
| Sportág, szakág  | Férfi            | Nő               | Össz.            |
| Úszás            | 15               | 9                | 24               |
| Nyílt vízi úszás | 3                | 3                | 6                |
| Szinkronúszás    | 0                | 12               | 12               |
| Vízilabda        | 13               | 13               | 26               |
| Összesen         | 30               | 37               | 67               |

1. ↑  Gyurta Gergely úszásban és nyílt vízi úszásban is indul.

## Érmesek
| Érem      | Versenyző         | Versenyszám                     | Dátum      |
| --------- | ----------------- | ------------------------------- | ---------- |
| Aranyérem | Rasovszky Kristóf | Férfi 5 km nyílt vízi úszás     | július 13. |
| Aranyérem | Hosszú Katinka    | Női 200 méteres vegyesúszás     | július 22. |
| Aranyérem | Milák Kristóf     | Férfi 200 méteres pillangóúszás | július 24. |
| Aranyérem | Kapás Boglárka    | Női 200 méteres pillangóúszás   | július 25. |
| Aranyérem | Hosszú Katinka    | Női 400 méteres vegyesúszás     | július 28. |

## Úszás
A szövetségi kapitány Sós Csaba 2019. március 30-án jelölte ki a keretet a világbajnokságra. Később 2019. június 29-én vált véglegessé a világbajnokságra utazó keret.

### Férfi
| Versenyző | Versenyszám      | Előfutam | Előfutam | Előfutam | Elődöntő                   | Elődöntő | Elődöntő | Döntő      | Döntő     |
| Versenyző | Versenyszám      | Idő      | Hely.    | Össz.    | Idő                        | Hely.    | Össz.    | Idő        | Helyezés  |
| --- | ---------------- | -------- | -------- | -------- | -------------------------- | -------- | -------- | ---------- | --------- |
| Lobanovszkij Maxim | 50 m gyors       | 22,11    | 1.       | 13.      | 21,89                      | 6.       | 11.      | kiesett    | kiesett   |
| Németh Nándor | 50 m gyors       | 22,51    | 7.       | 30.      | kiesett                    | kiesett  | kiesett  | kiesett    | kiesett   |
| Németh Nándor | 100 m gyors      | 48,36    | 3.       | 6.       | 48,29                      | 4.       | 7.       | 48,10 NR   | 6.        |
| Kozma Dominik | 200 m gyors      | 1:46,55  | 3.       | 8.       | 1:45,57                    | 3.       | 6.       | 1:45,90    | 7.        |
| Kalmár Ákos | 800 m gyors      | 7:54,55  | 8.       | 19.      |                            |          |          | kiesett    | kiesett   |
| Kalmár Ákos | 1500 m gyors     | 15:00,99 | 1.       | 12.      |                            |          |          | kiesett    | kiesett   |
| Gyurta Gergely | 1500 m gyors     | 15:14,20 | 3.       | 20.      |                            |          |          | kiesett    | kiesett   |
| Balog Gábor | 50 m hát         | 25,29    | 7.       | 18.      | kiesett                    | kiesett  | kiesett  | kiesett    | kiesett   |
| Bohus Richárd | 50 m hát         | 25,12    | 5.       | 14.      | 24,88                      | 4.       | 10.      | kiesett    | kiesett   |
| Bohus Richárd | 100 m hát        | 54,07    | 6.       | 18.      | 53,94                      | 8.       | 15.      | kiesett    | kiesett   |
| Telegdy Ádám | 200 m hát        | 1:57,20  | 3.       | 6.       | 1:57,07                    | 4.       | 6.       | 1:56,86    | 7.        |
| Horváth Dávid | 100 m mell       | 1:02,38  | 8.       | 46.      | kiesett                    | kiesett  | kiesett  | kiesett    | kiesett   |
| Horváth Dávid | 200 m mell       | 2:12,83  | 9.       | 29.      | kiesett                    | kiesett  | kiesett  | kiesett    | kiesett   |
| Szabó Szebasztián | 50 m pillangó    | 23,07    | 2.       | 4.       | 23,09                      | 2.       | 6.       | 22,90      | 5.        |
| Milák Kristóf | 100 m pillangó   | 51,42    | 1.       | 2.       | 50,95                      | 1.       | 3.       | 51,26      | 4.        |
| Milák Kristóf | 200 m pillangó   | 1:54,19  | 1.       | 1.       | 1:52,96                    | 1.       | 1.       | 1:50,73 WR | Aranyérem |
| Kenderesi Tamás | 200 m pillangó   | 1:56,82  | 3.       | 11.      | 1:56,25 szétúszás: 1:59,39 | 4.       | 8.       | 1:57,10    | 8.        |
| Cseh László | 50 m pillangó    | 23,94    | 9.       | 32.      | kiesett                    | kiesett  | kiesett  | kiesett    | kiesett   |
| Cseh László | 100 m pillangó   | 51,88    | 5.       | 7.       | 51,86                      | 5.       | 10.      | kiesett    | kiesett   |
| Cseh László | 200 m vegyes     | 1:57,79  | 1.       | 1.       | 1:58,17                    | 5.       | 10.      | kiesett    | kiesett   |
| Bernek Péter | 200 m vegyes     | 2:02,56  | 8.       | 31.      | kiesett                    | kiesett  | kiesett  | kiesett    | kiesett   |
| Bernek Péter | 400 m vegyes     | 4:15,49  | 4.       | 9.       |                            |          |          | 4:13,83    | 5.        |
| Verrasztó Dávid | 400 m vegyes     | 4:16,95  | 6.       | 13.      |                            |          |          | kiesett    | kiesett   |
| előfutam: Kozma Dominik Németh Nándor Bohus Richárd Szabó Szebasztián döntő: Kozma Dominik Milák Kristóf Holoda Péter Németh Nándor | 4 × 100 m gyors  | 3:13,90  | 5.       | 8.       |                            |          |          | 3:12,85    | 7.        |
| Kozma Dominik Bernek Péter Kalmár Ákos Németh Nándor                                                                                | 4 × 200 m gyors  | 7:13,64  | 7.       | 15.      |                            |          |          | kiesett    | kiesett   |
| Bohus Richárd Horváth Dávid Szabó Szebasztián Németh Nándor                                                                         | 4 × 100 m vegyes | 3:35,11  | 5.       | 12.      |                            |          |          | kiesett    | kiesett   |

### Női
| Versenyző                                                         | Versenyszám      | Előfutam   | Előfutam   | Előfutam   | Elődöntő | Elődöntő | Elődöntő | Döntő      | Döntő     |
| Versenyző                                                         | Versenyszám      | Idő        | Hely.      | Össz.      | Idő      | Hely.    | Össz.    | Idő        | Helyezés  |
| ----------------------------------------------------------------- | ---------------- | ---------- | ---------- | ---------- | -------- | -------- | -------- | ---------- | --------- |
| Verrasztó Evelyn                                                  | 100 m gyors      | nem indult | nem indult | nem indult | kiesett  | kiesett  | kiesett  | kiesett    | kiesett   |
| Kapás Boglárka                                                    | 400 m gyors      | 4:07,05    | 3.         | 7.         |          |          |          | 4:05,36    | 6.        |
| Kapás Boglárka                                                    | 800 m gyors      | 8:50,13    | 5.         | 27.        |          |          |          | kiesett    | kiesett   |
| Kapás Boglárka                                                    | 200 m pillangó   | 2:07,60    | 2.         | 2.         | 2:07,33  | 1.       | 3.       | 2:06,78    | Aranyérem |
| Késely Ajna                                                       | 400 m gyors      | 4:03,51    | 2.         | 3.         |          |          |          | 4:01,31 NR | 4.        |
| Késely Ajna                                                       | 800 m gyors      | 8:32,34    | 6.         | 10.        |          |          |          | kiesett    | kiesett   |
| Késely Ajna                                                       | 1500 m gyors     | 15:54,48   | 2.         | 4.         |          |          |          | 16:01,35   | 6.        |
| Burián Katalin                                                    | 50 m hát         | 28,84      | 9.         | 24.        | kiesett  | kiesett  | kiesett  | kiesett    | kiesett   |
| Burián Katalin                                                    | 100 m hát        | 1:01,22    | 8.         | 23.        | kiesett  | kiesett  | kiesett  | kiesett    | kiesett   |
| Burián Katalin                                                    | 200 m hát        | 2:09,70    | 4.         | 7.         | 2:09,40  | 4.       | 8.       | 2:08,65    | 7.        |
| Sztankovics Anna                                                  | 50 m mell        | 31,13      | 3.         | 12.        | 31,41    | 5.       | 12.      | kiesett    | kiesett   |
| Sztankovics Anna                                                  | 100 m mell       | 1:08,64    | 8.         | =22.       | kiesett  | kiesett  | kiesett  | kiesett    | kiesett   |
| Bordás Beatrix                                                    | 50 m pillangó    | 26,98      | 9.         | 29.        | kiesett  | kiesett  | kiesett  | kiesett    | kiesett   |
| Szilágyi Liliána                                                  | 100 m pillangó   | 59,32      | 9.         | 26.        | kiesett  | kiesett  | kiesett  | kiesett    | kiesett   |
| Szilágyi Liliána                                                  | 200 m pillangó   | 2:08,16    | 3.         | 3.         | 2:07,83  | 3.       | 4.       | 2:07,68    | 6.        |
| Hosszú Katinka                                                    | 200 m gyors      | 1:59,44    | 5.         | 17.        | kiesett  | kiesett  | kiesett  | kiesett    | kiesett   |
| Hosszú Katinka                                                    | 100 m hát        | nem indult | nem indult | nem indult | kiesett  | kiesett  | kiesett  | kiesett    | kiesett   |
| Hosszú Katinka                                                    | 200 m hát        | 2:08,34    | 1.         | 2.         | 2:07,48  | 2.       | 5.       | 2:10,08    | 8.        |
| Hosszú Katinka                                                    | 200 m vegyes     | 2:07,02    | 1.         | 1.         | 2:07,17  | 1.       | 1.       | 2:07,53    | Aranyérem |
| Hosszú Katinka                                                    | 400 m vegyes     | 4:35,40    | 1.         | 1.         |          |          |          | 4:30,39    | Aranyérem |
| Jakabos Zsuzsanna                                                 | 200 m vegyes     | 2:13,29    | 6.         | 17.        | kiesett  | kiesett  | kiesett  | kiesett    | kiesett   |
| Jakabos Zsuzsanna                                                 | 400 m vegyes     | 4:38,93    | 3.         | 8.         |          |          |          | 4:39,15    | 7.        |
| Késely Ajna Verrasztó Evelyn Jakabos Zsuzsanna Hosszú Katinka     | 4 × 200 m gyors  | 7:55,40    | 4.         | 7.         |          |          |          | 7:54,57    | 6.        |
| Burián Katalin Sztankovics Anna Szilágyi Liliána Verrasztó Evelyn | 4 × 100 m vegyes | 4:05,61    | 8.         | 19.        |          |          |          | kiesett    | kiesett   |

Vegyes számok
| Bohus Richárd Sztankovics Anna Szabó Szebasztián Hosszú Katinka | 4 × 100 m vegyes | 3:48,44 | 6. | 12. | kiesett | kiesett | kiesett | kiesett | kiesett |

## Nyílt vízi úszás
Férfi
| Versenyző         | Versenyszám | Idő       | Helyezés  |
| ----------------- | ----------- | --------- | --------- |
| Rasovszky Kristóf | 5 km        | 53:22,1   | Aranyérem |
| Rasovszky Kristóf | 10 km       | 1:47:59,5 | 4.        |
| Rasovszky Kristóf | 25 km       | feladta   | feladta   |
| Székelyi Dániel   | 5 km        | 53:34,4   | 6.        |
| Székelyi Dániel   | 10 km       | 1:50:11,3 | 27.       |
| Gyurta Gergely    | 25 km       | 4:52:57,5 | 10.       |

Női
| Versenyző         | Versenyszám | Idő       | Helyezés |
| ----------------- | ----------- | --------- | -------- |
| Olasz Anna        | 5 km        | 58:12,2   | 17.      |
| Olasz Anna        | 10 km       | 1:54:58,7 | 16.      |
| Olasz Anna        | 25 km       | 5:11:51,5 | 6.       |
| Rohács Réka       | 5 km        | 58:14,8   | 18.      |
| Rohács Réka       | 10 km       | 1:55:26,7 | 22.      |
| Sömenek Onon Kata | 25 km       | 5:11:54,7 | 8.       |

Csapat
| Versenyző                                               | Versenyszám | Idő     | Helyezés |
| ------------------------------------------------------- | ----------- | ------- | -------- |
| Rohács Réka Gyurta Gergely Olasz Anna Rasovszky Kristóf | Csapat      | 55:02,7 | 8.       |

## Szinkronúszás
| Versenyző | Versenyszám           | Selejtező | Selejtező | Döntő   | Döntő   |
| Versenyző | Versenyszám           | Pont      | Hely      | Pont    | Hely    |
| --- | --------------------- | --------- | --------- | ------- | ------- |
| Gács Boglárka Dávid Janka | Páros rövid program   | 75,8968   | 29.       | kiesett | kiesett |
| Gács Boglárka Dávid Janka | Páros szabad program  | 76,0333   | 28.       | kiesett | kiesett |
| Apáthy Anna Dávid Janka Farkas Dóra Gács Boglárka Hungler Szabina Kassai Kamilla Szabó Anna Viktória Teravágimov Virág Götz Lilien (T) Péntek Lili (T)                                  | Csapat rövid program  | 75,6005   | 18.       | kiesett | kiesett |
| Apáthy Anna Dávid Janka Farkas Dóra Gács Boglárka Hungler Szabina Kassai Kamilla Szabó Anna Viktória Teravágimov Virág Alice di Franco (T) Gerstenkorn Mira (T)                         | Csapat szabad program | 76.8667   | 19.       | kiesett | kiesett |
| Apáthy Anna Dávid Janka Farkas Dóra Gács Boglárka Gerstenkorn Mira Hungler Szabina Kassai Kamilla Péntek Lili Szabó Anna Viktória Teravágimov Virág Alice di Franco (T) Götz Lilien (T) | Kombinációs kűr       | 77,4000   | 12.       | 77,9333 | 12.     |
| Apáthy Anna Dávid Janka Alice di Franco Farkas Dóra Gács Boglárka Götz Lilien Hungler Szabina Kassai Kamilla Szabó Anna Viktória Teravágimov Virág Gerstenkorn Mira (T) Péntek Lili (T) | Highlight kűr         |           |           | 77,5667 | 7.      |

## Vízilabda
A mérkőzések kezdési időpontjai helyi idő szerint, zárójelben magyar idő szerint értendők.

### Férfi
Märcz Tamás, a magyar férfi vízilabda-válogatott szövetségi kapitánya 2019. július 3-án hirdette ki a vb-keretet, amit 5-én úgy módosított, hogy Jansik Dávid helyett Angyal Dániel lett a magyar csapat tagja.
A magyar férfi vízilabda-válogatott kerete:
| Magyar férfi vízilabdacsapat-játékoskeret | Magyar férfi vízilabdacsapat-játékoskeret | Magyar férfi vízilabdacsapat-játékoskeret | Magyar férfi vízilabdacsapat-játékoskeret | Magyar férfi vízilabdacsapat-játékoskeret | Magyar férfi vízilabdacsapat-játékoskeret | Magyar férfi vízilabdacsapat-játékoskeret |
|                                           | Név                                       | Poszt                                     | Klub                                      | Magasság (cm)                             | Súly (kg)                                 | Kor (2019. július 15. szerint)            |
| ----------------------------------------- | ----------------------------------------- | ----------------------------------------- | ----------------------------------------- | ----------------------------------------- | ----------------------------------------- | ----------------------------------------- |
| 1                                         | Nagy Viktor                               | K                                         | Szolnoki VSC                              | 198                                       | 82                                        | 1984. július 24. (34 évesen)              |
| 2                                         | Angyal Dániel                             | M                                         | Szolnoki VSC                              | 203                                       | 108                                       | 1992. március 29. (27 évesen)             |
| 3                                         | Manhercz Krisztián                        | M                                         | OSC                                       | 192                                       | 87                                        | 1997. február 6. (22 évesen)              |
| 4                                         | Zalánki Gergő                             | M                                         | Szolnoki VSC                              | 193                                       | 90                                        | 1995. február 26. (24 évesen)             |
| 5                                         | Vámos Márton                              | M                                         | Ferencvárosi TC                           | 203                                       | 106                                       | 1992. június 24. (27 évesen)              |
| 6                                         | Mezei Tamás                               | M                                         | Ferencvárosi TC                           | 197                                       | 108                                       | 1990. szeptember 14. (28 évesen)          |
| 7                                         | Sedlmayer Tamás                           | M                                         | Ferencvárosi TC                           |                                           |                                           | 1995. január 5. (24 évesen)               |
| 8                                         | Jansik Szilárd                            | M                                         | Ferencvárosi TC                           |                                           |                                           | 1994. április 6. (25 évesen)              |
| 9                                         | Pohl Zoltán                               | M                                         | Ferencvárosi TC                           | 194                                       | 98                                        | 1995. március 27. (24 évesen)             |
| 10                                        | Varga Dénes                               | M                                         | Ferencvárosi TC                           | 193                                       | 97                                        | 1987. március 29. (32 évesen)             |
| 11                                        | Bátori Bence                              | M                                         | Szolnoki VSC                              | 193                                       | 100                                       | 1991. december 28. (27 évesen)            |
| 12                                        | Hárai Balázs                              | M                                         | OSC                                       | 202                                       | 101                                       | 1987. április 5. (32 évesen)              |
| 13                                        | Vogel Soma                                | K                                         | Ferencvárosi TC                           | 198                                       | 76                                        | 1997. július 7. (22 évesen)               |
| Szövetségi kapitány: Märcz Tamás          |                                           |                                           |                                           |                                           |                                           |                                           |

Csoportkör
C csoport
| Hely. | Csapat                  | M | Gy | D | V | G+ | G– | Gk  | P | Továbbjutás                   |
| ----- | ----------------------- | - | -- | - | - | -- | -- | --- | - | ----------------------------- |
| 1.    | Magyarország            | 3 | 3  | 0 | 0 | 60 | 20 | +40 | 6 | Továbbjutott a negyeddöntőbe  |
| 2.    | Spanyolország           | 3 | 2  | 0 | 1 | 57 | 19 | +38 | 4 | Továbbjutott a nyolcaddöntőbe |
| 3.    | Dél-afrikai Köztársaság | 3 | 0  | 1 | 2 | 16 | 54 | −38 | 1 | Továbbjutott a nyolcaddöntőbe |
| 4.    | Új-Zéland               | 3 | 0  | 1 | 2 | 15 | 55 | −40 | 1 |                               |

| 2019. július 15. 17:50 (10:50) | Új-Zéland            | 4–24        | Magyarország | Nambu University Grounds, Kvangdzsu Játékvezetők: An Dzsinjong (An Jinyong) (KOR), Dion Willis (RSA) |
| 2019. július 15. 17:50 (10:50) | (0–4, 1–7, 2–6, 1–7) |             |              | Nambu University Grounds, Kvangdzsu Játékvezetők: An Dzsinjong (An Jinyong) (KOR), Dion Willis (RSA) |
| 2019. július 15. 17:50 (10:50) | négy játékos 1       | Jegyzőkönyv | Zalánki 4    | Nambu University Grounds, Kvangdzsu Játékvezetők: An Dzsinjong (An Jinyong) (KOR), Dion Willis (RSA) |

| 2019. július 17. 11:10 (4:10) | Magyarország         | 13–11       | Spanyolország | Nambu University Grounds, Kvangdzsu Játékvezetők: Boris Margenta (SLO), Michael Goldenberg (USA) |
| 2019. július 17. 11:10 (4:10) | (4–2, 5–4, 3–0, 1–5) |             |               | Nambu University Grounds, Kvangdzsu Játékvezetők: Boris Margenta (SLO), Michael Goldenberg (USA) |
| 2019. július 17. 11:10 (4:10) | Zalánki 3            | Jegyzőkönyv | Granados 3    | Nambu University Grounds, Kvangdzsu Játékvezetők: Boris Margenta (SLO), Michael Goldenberg (USA) |

| 2019. július 19. 8:30 (1:30) | Dél-afrikai Köztársaság | 5–23        | Magyarország | Nambu University Grounds, Kvangdzsu Játékvezetők: Michael Goldenberg (USA), An Dzsinjong (An Jinyong) (KOR) |
| 2019. július 19. 8:30 (1:30) | (1–5, 2–5, 0–8, 2–5)    |             |              | Nambu University Grounds, Kvangdzsu Játékvezetők: Michael Goldenberg (USA), An Dzsinjong (An Jinyong) (KOR) |
| 2019. július 19. 8:30 (1:30) | Badenhorst 2            | Jegyzőkönyv | Zalánki 5    | Nambu University Grounds, Kvangdzsu Játékvezetők: Michael Goldenberg (USA), An Dzsinjong (An Jinyong) (KOR) |

Negyeddöntő
| 2019. július 23. 17:00 (10:00) | Magyarország         | 10–9        | Ausztrália     | Nambu University Grounds, Kvangdzsu Játékvezetők: Arkagyij Vojevogyin (RUS), Vojin Putniković (SRB) |
| 2019. július 23. 17:00 (10:00) | (3–3, 2–3, 3–1, 2–2) |             |                | Nambu University Grounds, Kvangdzsu Játékvezetők: Arkagyij Vojevogyin (RUS), Vojin Putniković (SRB) |
| 2019. július 23. 17:00 (10:00) | Vámos, Zalánki 3     | Jegyzőkönyv | négy játékos 2 | Nambu University Grounds, Kvangdzsu Játékvezetők: Arkagyij Vojevogyin (RUS), Vojin Putniković (SRB) |

Elődöntő
| 2019. július 25. 18:30 (11:30) | Magyarország         | 10–12       | Olaszország | Nambu University Grounds, Kvangdzsu Játékvezetők: Michiel Zwart (NED), Boris Margeta (SLO) |
| 2019. július 25. 18:30 (11:30) | (4–2, 1–5, 2–2, 3–3) |             |             | Nambu University Grounds, Kvangdzsu Játékvezetők: Michiel Zwart (NED), Boris Margeta (SLO) |
| 2019. július 25. 18:30 (11:30) | három játékos 2      | Jegyzőkönyv | Echenique 4 | Nambu University Grounds, Kvangdzsu Játékvezetők: Michiel Zwart (NED), Boris Margeta (SLO) |

Bronzmérkőzés
| 2019. július 27. 17:00 (10:00) | Horvátország         | 10–7        | Magyarország      | Nambu University Grounds, Kvangdzsu Játékvezetők: Adrian Alexandrescu (ROU), Georgios Stavridis (GRE) |
| 2019. július 27. 17:00 (10:00) | (2–1, 2–2, 2–2, 4–2) |             |                   | Nambu University Grounds, Kvangdzsu Játékvezetők: Adrian Alexandrescu (ROU), Georgios Stavridis (GRE) |
| 2019. július 27. 17:00 (10:00) | Joković 6            | Jegyzőkönyv | Hárai, Manhercz 2 | Nambu University Grounds, Kvangdzsu Játékvezetők: Adrian Alexandrescu (ROU), Georgios Stavridis (GRE) |

| Csapat       | Helyezés |
| ------------ | -------- |
| Magyarország | 4.       |

### Női
Bíró Attila, a magyar női vízilabda-válogatott szövetségi kapitánya 2019. július 2-án hirdette ki a vb-keretet.
A magyar női vízilabda-válogatott kerete:
| Magyar női vízilabdacsapat-játékoskeret | Magyar női vízilabdacsapat-játékoskeret | Magyar női vízilabdacsapat-játékoskeret | Magyar női vízilabdacsapat-játékoskeret | Magyar női vízilabdacsapat-játékoskeret | Magyar női vízilabdacsapat-játékoskeret | Magyar női vízilabdacsapat-játékoskeret |
|                                         | Név                                     | Poszt                                   | Klub                                    | Magasság (cm)                           | Súly (kg)                               | Kor (2019. július 14. szerint)          |
| --------------------------------------- | --------------------------------------- | --------------------------------------- | --------------------------------------- | --------------------------------------- | --------------------------------------- | --------------------------------------- |
| 1                                       | Gangl Edina                             | K                                       | UVSE                                    | 181                                     | 67                                      | 1990. június 25. (29 évesen)            |
| 2                                       | Szilágyi Dorottya                       | M                                       | Egri VK                                 | 181                                     | 68                                      | 1996. november 10. (22 évesen)          |
| 3                                       | Parkes Rebecca                          | M                                       | UVSE                                    | 182                                     | 80                                      | 1994. augusztus 16. (24 évesen)         |
| 4                                       | Gurisatti Gréta                         | M                                       | Dunaújvárosi Egyetem                    | 176                                     | 73                                      | 1996. május 14. (23 évesen)             |
| 5                                       | Rybanska Natasa                         | M                                       | UVSE                                    | 190                                     | 85                                      | 2000. április 10. (19 évesen)           |
| 6                                       | Horváth Brigitta                        | M                                       | Dunaújvárosi Egyetem                    | 174                                     | 78                                      | 1996. május 14. (23 évesen)             |
| 7                                       | Illés Anna                              | M                                       | BVSC                                    | 180                                     | 73                                      | 1994. február 21. (25 évesen)           |
| 8                                       | Keszthelyi Rita                         | M                                       | UVSE                                    | 178                                     | 68                                      | 1991. december 10. (27 évesen)          |
| 9                                       | Leimeter Dóra                           | M                                       | BVSC                                    | 175                                     | 77                                      | 1996. május 8. (23 évesen)              |
| 10                                      | Gyöngyössy Anikó                        | M                                       | BVSC                                    | 187                                     | 100                                     | 1990. május 21. (29 évesen)             |
| 11                                      | Csabai Dóra                             | M                                       | Ferencvárosi TC                         | 175                                     | 66                                      | 1989. április 20. (30 évesen)           |
| 12                                      | Vályi Vanda                             | M                                       | Dunaújvárosi Egyetem                    | 181                                     | 65                                      | 1999. augusztus 13. (19 évesen)         |
| 13                                      | Magyari Alda                            | K                                       | Bp. Honvéd                              |                                         |                                         | 2000. október 19. (18 évesen)           |
| Szövetségi kapitány: Bíró Attila        |                                         |                                         |                                         |                                         |                                         |                                         |

Csoportkör
B csoport
| Hely. | Csapat        | M | Gy | D | V | G+ | G–  | Gk   | P | Továbbjutás                   |
| ----- | ------------- | - | -- | - | - | -- | --- | ---- | - | ----------------------------- |
| 1.    | Oroszország   | 3 | 3  | 0 | 0 | 65 | 23  | +42  | 6 | Továbbjutott a negyeddöntőbe  |
| 2.    | Magyarország  | 3 | 2  | 0 | 1 | 91 | 31  | +60  | 4 | Továbbjutott a nyolcaddöntőbe |
| 3.    | Kanada        | 3 | 1  | 0 | 2 | 46 | 35  | +11  | 2 | Továbbjutott a nyolcaddöntőbe |
| 4.    | Dél-Korea (R) | 3 | 0  | 0 | 3 | 3  | 116 | −113 | 0 |                               |

| 2019. július 14. 12:30 (5:30) | Magyarország             | 64–0        | Dél-Korea | Nambu University Grounds, Kvangdzsu Játékvezetők: Jeremy Cheng (SIN), John Waldow (NZL) |
| 2019. július 14. 12:30 (5:30) | (16–0, 18–0, 16–0, 14–0) |             |           | Nambu University Grounds, Kvangdzsu Játékvezetők: Jeremy Cheng (SIN), John Waldow (NZL) |
| 2019. július 14. 12:30 (5:30) | Parkes 11                | Jegyzőkönyv |           | Nambu University Grounds, Kvangdzsu Játékvezetők: Jeremy Cheng (SIN), John Waldow (NZL) |

| 2019. július 16. 9:50 (2:50) | Kanada                | 14–15       | Magyarország | Nambu University Grounds, Kvangdzsu Játékvezetők: Nenad Peris (CRO), Georgios Stavridis (GRE) |
| 2019. július 16. 9:50 (2:50) | (2–3, 4–5, 3–5, 5–2)  |             |              | Nambu University Grounds, Kvangdzsu Játékvezetők: Nenad Peris (CRO), Georgios Stavridis (GRE) |
| 2019. július 16. 9:50 (2:50) | E. Wright, Fournier 3 | Jegyzőkönyv | Keszthelyi 7 | Nambu University Grounds, Kvangdzsu Játékvezetők: Nenad Peris (CRO), Georgios Stavridis (GRE) |

| 2019. július 18. 20:30 (13:30) | Magyarország         | 12–17       | Oroszország  | Nambu University Grounds, Kvangdzsu Játékvezetők: Vojin Putniković (SRB), Georgios Stavridis (GRE) |
| 2019. július 18. 20:30 (13:30) | (4–6, 3–5, 1–2, 4–4) |             |              | Nambu University Grounds, Kvangdzsu Játékvezetők: Vojin Putniković (SRB), Georgios Stavridis (GRE) |
| 2019. július 18. 20:30 (13:30) | Vályi 4              | Jegyzőkönyv | Bersznyeva 4 | Nambu University Grounds, Kvangdzsu Játékvezetők: Vojin Putniković (SRB), Georgios Stavridis (GRE) |

Nyolcaddöntő
| 2019. július 20. 15:30 (8:30) | Új-Zéland            | 6–17        | Magyarország | Nambu University Grounds, Kvangdzsu Játékvezetők: Natacha Florestano (BRA), Juan Menéndez (CUB) |
| 2019. július 20. 15:30 (8:30) | (2–4, 1–4, 1–4, 2–5) |             |              | Nambu University Grounds, Kvangdzsu Játékvezetők: Natacha Florestano (BRA), Juan Menéndez (CUB) |
| 2019. július 20. 15:30 (8:30) | Houghton, McDowall 2 | Jegyzőkönyv | Keszthelyi 4 | Nambu University Grounds, Kvangdzsu Játékvezetők: Natacha Florestano (BRA), Juan Menéndez (CUB) |

Negyeddöntő
| 2019. július 22. 18:30 (11:30) | Olaszország          | 6–7         | Magyarország          | Nambu University Grounds, Kvangdzsu Játékvezetők: Boris Margeta (SLO), Vojin Putniković (SRB) |
| 2019. július 22. 18:30 (11:30) | (2–4, 2–1, 1–1, 1–1) |             |                       | Nambu University Grounds, Kvangdzsu Játékvezetők: Boris Margeta (SLO), Vojin Putniković (SRB) |
| 2019. július 22. 18:30 (11:30) | hat játékos 1        | Jegyzőkönyv | Gurisatti, Leimeter 2 | Nambu University Grounds, Kvangdzsu Játékvezetők: Boris Margeta (SLO), Vojin Putniković (SRB) |

Elődöntő
| 2019. július 24. 18:30 (11:30) | Spanyolország        | 16–10       | Magyarország | Nambu University Grounds, Kvangdzsu Játékvezetők: Georgios Stavridis (GRE), Boris Margeta (SLO) |
| 2019. július 24. 18:30 (11:30) | (5–3, 5–5, 4–1, 2–1) |             |              | Nambu University Grounds, Kvangdzsu Játékvezetők: Georgios Stavridis (GRE), Boris Margeta (SLO) |
| 2019. július 24. 18:30 (11:30) | Tarragó, Forca 4     | Jegyzőkönyv | Leimeter 4   | Nambu University Grounds, Kvangdzsu Játékvezetők: Georgios Stavridis (GRE), Boris Margeta (SLO) |

Bronzmérkőzés
| 2019. július 26. 17:00 (10:00) | Ausztrália           | 10–9        | Magyarország | Nambu University Grounds, Kvangdzsu Játékvezetők: Marie-Claude Deslieres (CAN), Jaume Teixidó (ESP) |
| 2019. július 26. 17:00 (10:00) | (3–3, 4–3, 1–1, 2–2) |             |              | Nambu University Grounds, Kvangdzsu Játékvezetők: Marie-Claude Deslieres (CAN), Jaume Teixidó (ESP) |
| 2019. július 26. 17:00 (10:00) | Arancini 3           | Jegyzőkönyv | Keszthelyi 3 | Nambu University Grounds, Kvangdzsu Játékvezetők: Marie-Claude Deslieres (CAN), Jaume Teixidó (ESP) |

| Csapat       | Helyezés |
| ------------ | -------- |
| Magyarország | 4.       |